# Гуденко, Сергей Гаврилович
Сергей Гаврилович Гуденко (12 (25) сентября 1915 — 23 июня 1941) — советский военнослужащий, получивший звание Героя Советского Союза за героизм и мужество, проявленные в боях у озера Хасан, первый из казахстанцев, удостоенных звания Героя Советского Союза. Затем окончил военное училище, стал кадровым военным и героически сражался и погиб на второй день Великой Отечественной войны.

## Биография
Родился 25 сентября 1915 года в селе Калдаман Российской империи, ныне Мамлютского района Северо-Казахстанской области, в крестьянской семье. Украинец.
Окончив начальную школу, работал в колхозе.
В Красной Армии с 1936 года. Участник боёв у озера Хасан (29 июля — 11 августа 1938 года).
Пулемётчик 120-го стрелкового полка (40-я стрелковая дивизия, 39-й стрелковый корпус, 1-я Приморская армия, Дальневосточный Краснознамённый фронт) комсомолец красноармеец Гуденко С. Г. при штурме высоты Заозёрная 7 августа 1938 года одним из первых ворвался на высоту и, установив пулемёт, открыл огонь по противнику. В ходе ожесточённого боя наводчик пулемёта был убит, Сергей Гуденко ранен, пулемёт повреждён. Несмотря на это, сменив пулемёт, мужественный боец метким огнём продолжал поддерживать наступающих пехотинцев, с честью выполнив боевое задание.
За героизм и мужество, проявленные в боях с японскими милитаристами, указом Президиума Верховного Совета СССР от 25 октября 1938 года красноармейцу Гуденко Сергею Гавриловичу присвоено звание Героя Советского Союза с вручением ордена Ленина, а после учреждения знака особого отличия ему вручена медаль «Золотая Звезда» № 87.
В 1940 году окончил Киевское пехотное училище. Участвуя в Великой Отечественной войне, командовал взводом, гарнизоном ДОТа пулемётного батальона Владимиро-Волынского укреплённого района вблизи села Тростянка у самой границы.
23 июня 1941 года гарнизон дота до последнего патрона вёл бой с врагом. Лейтенант Гуденко С. Г. погиб в этом бою. Как сообщили местные жители, немецкий майор, когда извлекли останки погибших из ДОТа, снял звезду Героя с  груди Гуденко и приказал похоронить его с воинскими почестями, что и было сделано. 
Похоронен Владимир-Волынский р-н, восточная окраина г. Устилуг.

## Память
- Именем Героя названа улица в Петропавловске и школа в селе Дубровное Мамлютского района Северо-Казахстанской области[1].